# Torneo Apertura 2020 (El Salvador)
El Torneo Apertura 2020 fue la nonagésima segunda edición del campeonato de liga de la Primera División del fútbol salvadoreño (en general); se trató del 45.° torneo corto, luego del cambio en el formato de competencia, con el que se inicia la temporada 2020-21.
Este torneo presentó como novedad la desaparición de Independiente, quien decidiera ceder la categoría al club usuluteco, Luis Ángel Firpo; y también El Vencedor, quien decidió ceder la categoría al club marciano, Atlético Marte, debido a que el club tabudo tenía problemas económicos.

## Nuevo formato de competencia[3]
El Torneo tendrá tres etapas con un total de 109 encuentros y no los 145 que se acostumbra ya que el formato será diferente al de los torneos anteriores.

### Primera fase
- La primera fase será regional, con los equipos divididos en tres cuadrangulares por criterio geográfico.
- Los equipos se enfrentarán a dos vueltas todos contra todos. Los primeros y cuartos lugares, de cada grupo, entran a una segunda fase y los segundos y terceros en otra, para disputar la fase final.

### Segunda fase
- La segunda fase se jugará con dos hexagonales de la siguiente manera:

| Grupo A             |  | Grupo B              |
| ------------------- |  | -------------------- |
| 1er lugar occidente |  | 2.º lugar occidente  |
| 4.º lugar occidente |  | 3.er lugar occidente |
| 1er lugar centro    |  | 2.º lugar centro     |
| 4.º lugar centro    |  | 3.er lugar centro    |
| 1er oriente         |  | 2.º lugar oriente    |
| 4.º oriente         |  | 3.er lugar oriente   |

- Los equipos se enfrentarán a dos vueltas todos contra todos.
- Clasificarán a la fase final los mejores cuatro de la hexagonal.

### Fase final
Los ocho clubes calificados para esta fase del torneo serán reubicados de acuerdo con el lugar que ocupen en la tabla Hexagonal al término de la jornada 10, con el puesto del número uno al club mejor clasificado, y así hasta el número 8. Los partidos a esta fase se desarrollarán a visita, en las siguientes etapas:
- Cuartos de final
- Semifinales
- Final

Los clubes vencedores en los partidos de cuartos de final y semifinal serán aquellos que en los dos juegos anoten el mayor número de goles. De existir empate en el número de goles anotados, la posición se definirá a favor del club con mayor cantidad de goles a favor cuando actúe como visitante.
Si una vez aplicado el criterio anterior los clubes siguieran empatados, se tendrá que definir el clasificado en los tiros desde el punto penal.
Los partidos correspondientes a la fase final se jugarán obligatoriamente los días miércoles y sábado, y jueves y domingo eligiendo, en su caso, exclusivamente en forma descendente, los cuatro clubes mejor clasificados en la tabla general al término de la jornada 17, el día y horario de su partido como local. Los siguientes cuatro clubes podrán elegir únicamente el horario.
El club vencedor de la final y por lo tanto Campeón, será aquel que en los dos partidos anote el mayor número de goles. Si al término del tiempo reglamentario el partido está empatado, se agregarán dos tiempos extras de 15 minutos cada uno. De persistir el empate en estos periodos, se procederá a lanzar tiros penales hasta que resulte un vencedor.

Los partidos de cuartos de final se jugarán de la siguiente manera:
En las semifinales participarán los cuatro clubes vencedores de cuartos de final, reubicándolos del uno al cuatro, de acuerdo a su mejor posición en la tabla Hexagonal de clasificación al término de la jornada 10 del torneo correspondiente, enfrentándose:
Disputarán el título de Campeón del Torneo de Apertura 2020, los dos clubes vencedores de la fase semifinal correspondiente a partido único. De no haber un club vencedor en el tiempo reglamentario, se procederá a jugar la prórroga. Y si no hay campeón en la prórroga, se decidirá en las tanda de penaltis.

## Clasificación aLiga Concacaf
Debidas las características del torneo, existen 4 casos posibles:
Caso 1 - Mismo club campeón y mismo club subcampeón
1. El Salvador 1 - Campeón de ambos torneos.
2. El Salvador 2 - Subcampeón de ambos torneos.
3. El Salvador 3 - Club mejor posicionado en la tabla acumulada.

Caso 2 - Mismo club campeón y distintos subcampeones
1. El Salvador 1 - Campeón de ambos torneos.
2. El Salvador 2 - Subcampeón mejor posicionado en la tabla acumulada.
3. El Salvador 3 - Subcampeón peor posicionado en la tabla acumulada.

Caso 3 - Distintos campeones y un mismo subcampeón
1. El Salvador 1 - Campeón mejor posicionado en la tabla acumulada.
2. El Salvador 2 - Campeón peor posicionado en la tabla acumulada.
3. El Salvador 3 - Subcampeón de ambos torneos.

Caso 4 - Distintos campeones y diferentes subcampeones
1. El Salvador 1 - Campeón mejor posicionado en la tabla acumulada.
2. El Salvador 2 - Campeón peor posicionado en la tabla acumulada.
3. El Salvador 3 - Subcampeón mejor posicionado en la tabla acumulada.

## Equipos participantes

### Equipos por departamento
| N.º | Departamento | Equipos                  |
| --- | ------------ | ------------------------ |
| 2   | Santa Ana    | FAS e Isidro Metapán     |
| 2   | San Salvador | Alianza y Atlético Marte |
| 1   | San Miguel   | Águila                   |
| 1   | La Libertad  | Santa Tecla              |
| 1   | Sonsonate    | Sonsonate                |
| 1   | La Unión     | Municipal Limeño         |
| 1   | Chalatenango | Chalatenango             |
| 1   | Morazán      | Jocoro                   |
| 1   | Ahuachapán   | 11 Deportivo             |
| 1   | Usulután     | Luis Ángel Firpo         |

### Información de los equipos
| Nombre del club                     | Ciudad             | Departamento | Entrenador               | Estadio                              | Capacidad | Fundación                        | Marca         | Patrocinador                                                                                                |
| ----------------------------------- | ------------------ | ------------ | ------------------------ | ------------------------------------ | --------- | -------------------------------- | ------------- | --- |
| Club Deportivo Águila               | San Miguel         | San Miguel   | Ernesto Corti            | Juan Francisco Barraza               | 17 500    | 1926 (99 años)                   | Umbro         | Ver lista Mister Donut Canal 4 Tigo Pilsener.                                                               |
| Alianza Fútbol Club                 | San Salvador       | San Salvador | Milton Meléndez          | Cuscatlán                            | 53 400    | 1958 (66 años)                   | Umbro         | Ver lista Mister Donut Canal 4 Tigo Pilsener Gatorade.                                                      |
| Club Deportivo Atlético Marte       | San Salvador       | San Salvador | Cristian Domizzi         | Cuscatlán                            | 53 400    | 1950 (74 años)                   | Por definir   | Por definir                                                                                                 |
| Asociación Deportiva Chalatenango   | Chalatenango       | Chalatenango | Ricardo Montoya          | José Gregorio Martínez               | 15 000    | 2017 (7 años)                    | Milán         | Ver lista Lemus Premium Center.                                                                             |
| Club Deportivo FAS                  | Santa Ana          | Santa Ana    | Jorge Humberto Rodríguez | Óscar Alberto Quiteño                | 17 500    | 1947 (78 años)                   | Joma          | Ver lista Pilsener Tigo Canal 4 Hospital Cader Transportes Sol.                                             |
| Asociación Deportiva Isidro Metapán | Metapán            | Santa Ana    | Oswaldo Figueroa         | Jorge "Calero" Suárez                | 10 000    | 1950 (75 años)                   | Milán         | Ver lista Arroz de San Pedro Agroamigo Canal 4 Morataya.                                                    |
| Jocoro Fútbol Club                  | Jocoro             | Morazán      | Carlos Romero            | Complejo Deportivo "Tierra de fuego" | 3 000     | 1991 (33 años)                   | Milán         | Ver lista Hacienda Regalo de Dios Caja de Crédito Jocoro.                                                   |
| Club Deportivo Luis Ángel Firpo     | Usulután           | Usulután     | Roberto Gamarra          | Sergio Torres Rivera                 | 10 000    | 1923 (101 años)                  | Milán         | Por definir                                                                                                 |
| Club Deportivo Municipal Limeño     | Santa Rosa de Lima | La Unión     | Nelson Ancheta           | Dr. Ramón Flores Berríos             | 5 000     | 1949 (75 años)                   | Innova Sports | Ver lista GSR Chilos Seafood Restaurant TuriTravel Disturbidora Torres.                                     |
| 11 Deportivo Fútbol Club            | Ahuachapán         | Ahuachapán   | Bruno Martínez           | Arturo Simeón Magaña                 | 5 000     | 2019 (5 años, 6 meses y 26 días) | Rush          | Ver lista Claro Mister Donut Pepsi La Geo Alcasa.                                                           |
| Santa Tecla Fútbol Club             | Santa Tecla        | La Libertad  | Emiliano Pedrozo         | Atlético Las Delicias                | 10 000    | 2007 (18 años)                   | Maca          | Ver lista Pilsener Tigo Plaza Merliot Palagrip Ferretería Sumersa.                                          |
| Sonsonate Fútbol Club               | Sonsonate          | Sonsonate    | Rubén Da Silva           | Ana Mercedes Campos                  | 9 000     | 2009 (15 años)                   | Milán         | Ver lista ProACES Aldasa Alcaldía Municipal de Sonsonate Canal 4 Leche Salud Ferretería Santa Sofía Coop-1. |

### Cambio de entrenadores
| Equipo           | Entrenador (Jornadas)     | Fecha de vacante        | Tipo de salida                              | Posición en la tabla | Entrenador entrante  | Fecha de nombramiento   |
| ---------------- | ------------------------- | ----------------------- | ------------------------------------------- | -------------------- | -------------------- | ----------------------- |
| Águila           | Daniel Messina            | 2 de abril de 2020      | Fin de contrato                             | Pretemporada         | Hugo Coria           | 2 de abril de 2020      |
| Atlético Marte   | Juan Carlos Carreño       | 21 de mayo de 2020      | Fin de contrato                             | Pretemporada         | Cristian Domizzi     | 22 de mayo de 2020      |
| Alianza          | Wilson Gutiérrez          | 23 de julio de 2020     | Contrato rescindido por dificultad de viaje | Pretemporada         | Juan Cortés Diéguez  | 31 de julio de 2020     |
| 11 Deportivo     | Juan Cortés Diéguez       | 24 de julio de 2020     | Renuncia                                    | Pretemporada         | Bruno Martínez       | 7 de agosto de 2020     |
| Santa Tecla      | Osvaldo Escudero          | 3 de agosto de 2020     | Contrato rescindido por dificultad de viaje | Pretemporada         | Juan Andrés Sarulyte | 14 de agosto de 2020    |
| Municipal Limeño | Misael Alfaro             | 26 de octubre de 2020   | Cesado                                      | 4.º                  | Nelson Ancheta       | 27 de octubre de 2020   |
| Santa Tecla      | Juan Andrés Sarulyte      | 28 de octubre de 2020   | Renuncia                                    | 3.º                  | Emiliano Pedrozo     | 31 de octubre de 2020   |
| Luis Ángel Firpo | Williams Renderos Iraheta | 2 de noviembre de 2020  | Desconocido                                 | 4.º                  | Roberto Gamarra      | 3 de noviembre de 2020  |
| Águila           | Hugo Coria                | 13 de noviembre de 2020 | Cesado                                      | 4.º                  | Ernesto Corti        | 13 de noviembre de 2020 |
| Chalatenango     | Juan Ramón Sánchez        | 6 de diciembre de 2020  | Cesado                                      | 4.º                  | Ricardo Montoya      | 10 de diciembre de 2020 |
| Isidro Metapán   | Víctor Coreas             | 13 de diciembre de 2020 | Cesado                                      | 6.º                  | Oswaldo Figueroa     | 14 de diciembre de 2020 |
| Alianza          | Juan Cortés Diéguez       | 27 de diciembre de 2020 | Cesado                                      | 2.º                  | Milton Meléndez      | 27 de diciembre de 2020 |

## Primera fase (fase de grupos)

### Grupo occidental
| Pos. | Equipo         | Pts. | PJ | G | E | P | GF | GC | Dif. | Clasificación |  | ISM | FAS | OND | SON |
| ---- | -------------- | ---- | -- | - | - | - | -- | -- | ---- | ------------- |  | --- | --- | --- | --- |
| 1    | Isidro Metapán | 10   | 6  | 3 | 1 | 2 | 13 | 9  | +4   | Grupo A       |  | —   | 3–1 | 6–0 | 2–0 |
| 2    | FAS            | 10   | 6  | 3 | 1 | 2 | 9  | 5  | +4   | Grupo B       |  | 4–0 | —   | 1–0 | 0–2 |
| 3    | 11 Deportivo   | 10   | 6  | 3 | 1 | 2 | 8  | 9  | −1   | Grupo B       |  | 3–1 | 0–0 | —   | 4–1 |
| 4    | Sonsonate      | 4    | 6  | 1 | 1 | 4 | 4  | 11 | −7   | Grupo A       |  | 1–1 | 0–3 | 0–1 | —   |

 Fuente: La Primera

### Grupo central
| Pos. | Equipo         | Pts. | PJ | G | E | P | GF | GC | Dif. | Clasificación |  | AFC | CHA | STL | ATM |
| ---- | -------------- | ---- | -- | - | - | - | -- | -- | ---- | ------------- |  | --- | --- | --- | --- |
| 1    | Alianza        | 16   | 6  | 5 | 1 | 0 | 14 | 3  | +11  | Grupo A       |  | —   | 1–1 | 3–0 | 1–0 |
| 2    | Chalatenango   | 6    | 6  | 1 | 3 | 2 | 8  | 10 | −2   | Grupo B       |  | 0–3 | —   | 1–1 | 3–1 |
| 3    | Santa Tecla    | 6    | 6  | 1 | 3 | 2 | 6  | 11 | −5   | Grupo B       |  | 1–3 | 1–1 | —   | 2–1 |
| 4    | Atlético Marte | 4    | 6  | 1 | 1 | 4 | 7  | 12 | −5   | Grupo A       |  | 1–3 | 3–2 | 1–1 | —   |

 Fuente: La Primera

### Grupo oriental
| Pos. | Equipo           | Pts. | PJ | G | E | P | GF | GC | Dif. | Clasificación |  | JOC | LÁF | MLI | ÁGU |
| ---- | ---------------- | ---- | -- | - | - | - | -- | -- | ---- | ------------- |  | --- | --- | --- | --- |
| 1    | Jocoro           | 12   | 6  | 4 | 0 | 2 | 9  | 8  | +1   | Grupo A       |  | —   | 1–0 | 5–1 | 2–1 |
| 2    | Luis Ángel Firpo | 10   | 6  | 3 | 1 | 2 | 5  | 4  | +1   | Grupo B       |  | 0–1 | —   | 1–0 | 2–1 |
| 3    | Municipal Limeño | 7    | 6  | 2 | 1 | 3 | 7  | 8  | −1   | Grupo B       |  | 4–0 | 0–0 | —   | 1–0 |
| 4    | Águila           | 6    | 6  | 2 | 0 | 4 | 7  | 8  | −1   | Grupo A       |  | 2–0 | 1–2 | 2–1 | —   |

 Fuente: La Primera

### Evolución de los tres grupos
| Jornada          | 1 | 2 | 3 | 4 | 5 | 6 |
| Equipo           |   |   |   |   |   |   |
| ---------------- | - | - | - | - | - | - |
| Grupo Occidente  |   |   |   |   |   |   |
| Isidro Metapán   | 2 | 1 | 1 | 1 | 3 | 1 |
| FAS              | 3 | 4 | 4 | 3 | 2 | 2 |
| 11 Deportivo     | 1 | 3 | 3 | 2 | 1 | 3 |
| Sonsonate        | 4 | 2 | 2 | 4 | 4 | 4 |
| Grupo Centro     |   |   |   |   |   |   |
| Alianza          | 1 | 1 | 1 | 1 | 1 | 1 |
| Chalatenango     | 2 | 2 | 2 | 3 | 2 | 2 |
| Santa Tecla      | 4 | 4 | 4 | 4 | 3 | 3 |
| Atlético Marte   | 3 | 3 | 3 | 2 | 4 | 4 |
| Grupo Oriente    |   |   |   |   |   |   |
| Jocoro           | 2 | 2 | 2 | 1 | 1 | 1 |
| Luis Ángel Firpo | 3 | 3 | 3 | 3 | 2 | 2 |
| Municipal Limeño | 4 | 4 | 4 | 4 | 4 | 3 |
| Águila           | 1 | 1 | 1 | 2 | 3 | 4 |

### Tabla general de los grupos
| Pos. | Equipo           | Pts. | PJ | G | E | P | GF | GC | Dif. | Clasificación |
| ---- | ---------------- | ---- | -- | - | - | - | -- | -- | ---- | ------------- |
| 1    | Alianza          | 16   | 6  | 5 | 1 | 0 | 14 | 3  | +11  | Grupo A       |
| 2    | Jocoro           | 12   | 6  | 4 | 0 | 2 | 9  | 8  | +1   | Grupo A       |
| 3    | Isidro Metapán   | 10   | 6  | 3 | 1 | 2 | 13 | 9  | +4   | Grupo A       |
| 4    | FAS              | 10   | 6  | 3 | 1 | 2 | 9  | 5  | +4   | Grupo B       |
| 5    | Luis Ángel Firpo | 10   | 6  | 3 | 1 | 2 | 5  | 4  | +1   | Grupo B       |
| 6    | 11 Deportivo     | 10   | 6  | 3 | 1 | 2 | 8  | 9  | −1   | Grupo B       |
| 7    | Municipal Limeño | 7    | 6  | 2 | 1 | 3 | 7  | 8  | −1   | Grupo B       |
| 8    | Águila           | 6    | 6  | 2 | 0 | 4 | 7  | 8  | −1   | Grupo A       |
| 9    | Chalatenango     | 6    | 6  | 1 | 3 | 2 | 8  | 10 | −2   | Grupo B       |
| 10   | Santa Tecla      | 6    | 6  | 1 | 3 | 2 | 6  | 10 | −4   | Grupo B       |
| 11   | Atlético Marte   | 4    | 6  | 1 | 1 | 4 | 7  | 12 | −5   | Grupo A       |
| 12   | Sonsonate        | 4    | 6  | 1 | 1 | 4 | 4  | 11 | −7   | Grupo A       |

Actualizado a los partidos jugados el 15 de noviembre de 2020.
 Fuente: La Primera
Criterios de clasificación: Puntos · Diferencia de goles · Goles a favor · Enfrentamientos directos.

### Evolución de la tabla
| Jornada          | 1  | 2  | 3  | 4  | 5  | 6  |
| Equipo           |    |    |    |    |    |    |
| ---------------- | -- | -- | -- | -- | -- | -- |
| Alianza          | 1  | 2  | 1  | 1  | 1  | 1  |
| Jocoro           | 6  | 5  | 4  | 2  | 2  | 2  |
| Isidro Metapán   | 4  | 1  | 2  | 3  | 5  | 3  |
| FAS              | 10 | 12 | 11 | 6  | 4  | 4  |
| Luis Ángel Firpo | 7  | 8  | 9  | 7  | 6  | 5  |
| 11 Deportivo     | 2  | 7  | 7  | 4  | 3  | 6  |
| Municipal Limeño | 8  | 9  | 12 | 11 | 11 | 7  |
| Águila           | 5  | 3  | 3  | 5  | 7  | 8  |
| Chalatenango     | 3  | 4  | 5  | 9  | 8  | 9  |
| Santa Tecla      | 11 | 11 | 8  | 12 | 9  | 10 |
| Atlético Marte   | 9  | 10 | 10 | 8  | 10 | 11 |
| Sonsonate        | 12 | 6  | 6  | 10 | 12 | 12 |

## Segunda fase (fase hexagonal)

### Grupo A
| Pos. | Equipo         | Pts. | PJ | G | E | P | GF | GC | Dif. | Clasificación    |     | ÁGU | AFC | JOC | SON | ATM | ISM |
| ---- | -------------- | ---- | -- | - | - | - | -- | -- | ---- | ---------------- | --- | --- | --- | --- | --- | --- | --- |
| 1    | Águila         | 22   | 10 | 6 | 4 | 0 | 15 | 6  | +9   | Cuartos de final |     | —   | 1–0 | 2–1 | 1–1 | 2–2 | 3–1 |
| 2    | Alianza        | 19   | 10 | 6 | 1 | 3 | 18 | 12 | +6   | Cuartos de final |     | 1–2 | —   | 4–1 | 2–1 | 1–0 | 1–0 |
| 3    | Jocoro         | 11   | 10 | 2 | 5 | 3 | 10 | 12 | −2   | Cuartos de final |     | 0–0 | 1–0 | —   | 0–0 | 2–2 | 3–1 |
| 4    | Sonsonate      | 10   | 10 | 1 | 7 | 2 | 12 | 13 | −1   | Cuartos de final |     | 0–0 | 2–3 | 1–1 | —   | 2–2 | 1–1 |
| 5    | Atlético Marte | 8    | 10 | 1 | 5 | 4 | 15 | 21 | −6   |                  |     | 0–3 | 3–5 | 2–1 | 1–1 | —   | 1–1 |
| 6    | Isidro Metapán | 7    | 10 | 1 | 4 | 5 | 10 | 16 | −6   |                  | 0–1 | 1–1 | 0–0 | 2–3 | 3–2 | —   |     |

 Fuente: La Primera

### Grupo B
| Pos. | Equipo           | Pts. | PJ | G | E | P | GF | GC | Dif. | Clasificación    |     | FAS | MLI | OND | LÁF | STL | CHA |
| ---- | ---------------- | ---- | -- | - | - | - | -- | -- | ---- | ---------------- | --- | --- | --- | --- | --- | --- | --- |
| 1    | FAS              | 20   | 10 | 6 | 2 | 2 | 15 | 10 | +5   | Cuartos de final |     | —   | 1–0 | 0–1 | 2–0 | 1–1 | 0–0 |
| 2    | Municipal Limeño | 17   | 10 | 5 | 2 | 3 | 15 | 11 | +4   | Cuartos de final |     | 2–3 | —   | 1–0 | 1–2 | 3–0 | 2–1 |
| 3    | 11 Deportivo     | 17   | 10 | 5 | 2 | 3 | 12 | 8  | +4   | Cuartos de final |     | 4–2 | 0–1 | —   | 1–1 | 2–0 | 1–0 |
| 4    | Luis Ángel Firpo | 12   | 10 | 3 | 3 | 4 | 8  | 11 | −3   | Cuartos de final |     | 1–2 | 0–0 | 0–1 | —   | 0–3 | 0–0 |
| 5    | Santa Tecla      | 9    | 10 | 2 | 3 | 5 | 9  | 14 | −5   |                  |     | 0–2 | 1–2 | 1–1 | 0–2 | —   | 3–1 |
| 6    | Chalatenango     | 7    | 10 | 1 | 4 | 5 | 9  | 14 | −5   |                  | 1–2 | 3–3 | 2–1 | 1–2 | 0–0 | —   |     |

 Fuente: La Primera

### Evolución de los dos hexagonales
| Jornada          | 1 | 2 | 3 | 4 | 5 | 6 | 7 | 8 | 9 | 10 |
| Equipo           |   |   |   |   |   |   |   |   |   |    |
| ---------------- | - | - | - | - | - | - | - | - | - | -- |
| Grupo A          |   |   |   |   |   |   |   |   |   |    |
| Águila           | 2 | 2 | 1 | 1 | 2 | 2 | 1 | 1 | 1 | 1  |
| Alianza          | 1 | 1 | 2 | 2 | 1 | 1 | 2 | 2 | 2 | 2  |
| Jocoro           | 4 | 6 | 6 | 6 | 4 | 5 | 4 | 4 | 4 | 3  |
| Sonsonate        | 5 | 3 | 3 | 4 | 5 | 3 | 3 | 3 | 3 | 4  |
| Atlético Marte   | 6 | 5 | 5 | 3 | 3 | 4 | 5 | 5 | 5 | 5  |
| Isidro Metapán   | 3 | 4 | 4 | 5 | 6 | 6 | 6 | 6 | 6 | 6  |
| Grupo B          |   |   |   |   |   |   |   |   |   |    |
| FAS              | 3 | 1 | 3 | 3 | 2 | 2 | 1 | 3 | 3 | 1  |
| Municipal Limeño | 5 | 2 | 1 | 2 | 3 | 4 | 3 | 2 | 1 | 2  |
| 11 Deportivo     | 1 | 3 | 2 | 1 | 1 | 1 | 2 | 1 | 2 | 3  |
| Luis Ángel Firpo | 4 | 5 | 5 | 5 | 4 | 3 | 4 | 4 | 4 | 4  |
| Santa Tecla      | 6 | 6 | 6 | 6 | 6 | 6 | 5 | 5 | 5 | 5  |
| Chalatenango     | 2 | 4 | 4 | 4 | 5 | 5 | 6 | 6 | 6 | 6  |

### Tabla general de los hexagonales
| Pos. | Equipo           | Pts. | PJ | G | E | P | GF | GC | Dif. | Clasificación    |
| ---- | ---------------- | ---- | -- | - | - | - | -- | -- | ---- | ---------------- |
| 1    | Águila           | 22   | 10 | 6 | 4 | 0 | 15 | 6  | +9   | Cuartos de final |
| 2    | FAS              | 20   | 10 | 6 | 2 | 2 | 15 | 10 | +5   | Cuartos de final |
| 3    | Alianza          | 19   | 10 | 6 | 1 | 3 | 18 | 12 | +6   | Cuartos de final |
| 4    | Municipal Limeño | 17   | 10 | 5 | 2 | 3 | 15 | 11 | +4   | Cuartos de final |
| 5    | 11 Deportivo     | 17   | 10 | 5 | 2 | 3 | 12 | 8  | +4   | Cuartos de final |
| 6    | Luis Ángel Firpo | 12   | 10 | 3 | 3 | 4 | 8  | 11 | −3   | Cuartos de final |
| 7    | Jocoro           | 11   | 10 | 2 | 5 | 3 | 11 | 13 | −2   | Cuartos de final |
| 8    | Sonsonate        | 10   | 10 | 1 | 7 | 2 | 12 | 13 | −1   | Cuartos de final |
| 9    | Santa Tecla      | 9    | 10 | 2 | 3 | 5 | 9  | 14 | −5   |                  |
| 10   | Atlético Marte   | 8    | 10 | 1 | 5 | 4 | 15 | 21 | −6   |                  |
| 11   | Chalatenango     | 7    | 10 | 1 | 4 | 5 | 8  | 13 | −5   |                  |
| 12   | Isidro Metapán   | 7    | 10 | 1 | 4 | 5 | 8  | 13 | −5   |                  |

Actualizado a los partidos jugados el 9 de enero de 2021.
 Fuente: La Primera
Criterios de clasificación: Puntos · Diferencia de goles · Goles a favor · Enfrentamientos directos.

### Evolución de la tabla
| Jornada          | 1  | 2  | 3  | 4  | 5  | 6  | 7  | 8  | 9  | 10 |
| Equipo           |    |    |    |    |    |    |    |    |    |    |
| ---------------- | -- | -- | -- | -- | -- | -- | -- | -- | -- | -- |
| Águila           | 3  | 3  | 1  | 2  | 3  | 3  | 1  | 1  | 1  | 1  |
| FAS              | 8  | 2  | 5  | 5  | 4  | 4  | 2  | 4  | 4  | 2  |
| Alianza          | 1  | 1  | 3  | 4  | 2  | 1  | 3  | 5  | 5  | 3  |
| Municipal Limeño | 10 | 4  | 2  | 3  | 5  | 6  | 5  | 3  | 2  | 4  |
| 11 Deportivo     | 2  | 5  | 4  | 1  | 1  | 2  | 4  | 2  | 3  | 5  |
| Luis Ángel Firpo | 9  | 10 | 10 | 10 | 7  | 5  | 7  | 6  | 6  | 6  |
| Jocoro           | 5  | 12 | 11 | 12 | 8  | 9  | 8  | 8  | 8  | 7  |
| Sonsonate        | 6  | 6  | 7  | 8  | 10 | 7  | 6  | 7  | 7  | 8  |
| Santa Tecla      | 12 | 11 | 12 | 11 | 12 | 12 | 10 | 11 | 11 | 9  |
| Atlético Marte   | 11 | 9  | 9  | 6  | 6  | 8  | 9  | 9  | 9  | 10 |
| Chalatenango     | 7  | 7  | 6  | 7  | 9  | 10 | 11 | 12 | 12 | 11 |
| Isidro Metapán   | 4  | 8  | 8  | 9  | 11 | 11 | 12 | 10 | 10 | 12 |

## Tabla final
| Pos. | Equipo           | Pts. | PJ | G  | E | P | GF | GC | Dif. | Clasificación    |
| ---- | ---------------- | ---- | -- | -- | - | - | -- | -- | ---- | ---------------- |
| 1    | Alianza          | 35   | 16 | 11 | 2 | 3 | 32 | 15 | +17  | Cuartos de final |
| 2    | FAS              | 30   | 16 | 9  | 3 | 4 | 24 | 15 | +9   | Cuartos de final |
| 3    | Águila           | 28   | 16 | 8  | 4 | 4 | 22 | 14 | +8   | Cuartos de final |
| 4    | 11 Deportivo     | 27   | 16 | 8  | 3 | 5 | 20 | 17 | +3   | Cuartos de final |
| 5    | Municipal Limeño | 24   | 16 | 7  | 3 | 6 | 22 | 19 | +3   | Cuartos de final |
| 6    | Jocoro           | 23   | 16 | 6  | 5 | 5 | 20 | 21 | −1   | Cuartos de final |
| 7    | Luis Ángel Firpo | 22   | 16 | 6  | 4 | 6 | 13 | 15 | −2   | Cuartos de final |
| 8    | Isidro Metapán   | 17   | 16 | 4  | 5 | 7 | 23 | 25 | −2   |                  |
| 9    | Santa Tecla      | 15   | 16 | 3  | 6 | 7 | 15 | 24 | −9   |                  |
| 10   | Sonsonate        | 14   | 16 | 2  | 8 | 6 | 16 | 17 | −1   | Cuartos de final |
| 11   | Chalatenango     | 13   | 16 | 2  | 7 | 7 | 16 | 23 | −7   |                  |
| 12   | Atlético Marte   | 12   | 16 | 2  | 6 | 8 | 22 | 33 | −11  |                  |

Actualizado a los partidos jugados el 9 de enero de 2021.
 Fuente: La Primera
Criterios de clasificación: Puntos · Diferencia de goles · Goles a favor · Enfrentamientos directos.

## Fase final

### Cuadro de desarrollo
|  | Cuartos de final                                                 | Cuartos de final                                                 | Cuartos de final                                                 | Cuartos de final                                                 | Cuartos de final                                                 |   |    | Semifinales                                                 | Semifinales                                                 | Semifinales                                                 | Semifinales                                                 | Semifinales                                                 |  |    | Final               | Final               | Final               |  |
|  | 13 y 14 de enero de 2021 (ida) 16 y 17 de enero de 2021 (vuelta) | 13 y 14 de enero de 2021 (ida) 16 y 17 de enero de 2021 (vuelta) | 13 y 14 de enero de 2021 (ida) 16 y 17 de enero de 2021 (vuelta) | 13 y 14 de enero de 2021 (ida) 16 y 17 de enero de 2021 (vuelta) | 13 y 14 de enero de 2021 (ida) 16 y 17 de enero de 2021 (vuelta) |   |    | 20 y 21 de enero de 2021 (ida) 24 de enero de 2021 (vuelta) | 20 y 21 de enero de 2021 (ida) 24 de enero de 2021 (vuelta) | 20 y 21 de enero de 2021 (ida) 24 de enero de 2021 (vuelta) | 20 y 21 de enero de 2021 (ida) 24 de enero de 2021 (vuelta) | 20 y 21 de enero de 2021 (ida) 24 de enero de 2021 (vuelta) |  |    | 31 de enero de 2021 | 31 de enero de 2021 | 31 de enero de 2021 |  |
|  |                                                                  |                                                                  |                                                                  |                                                                  |                                                                  |   |    |                                                             |                                                             |                                                             |                                                             |                                                             |  |    |                     |                     |                     |  |
|  |                                                                  |                                                                  |                                                                  |                                                                  |                                                                  |   |    |                                                             |                                                             |                                                             |                                                             |                                                             |  |    |                     |                     |                     |  |
|  | A1                                                               | Águila                                                           | 2                                                                | 1                                                                | 3                                                                |   |    |                                                             |                                                             |                                                             |                                                             |                                                             |  |    |                     |                     |                     |  |
|  | A1                                                               | Águila                                                           | 2                                                                | 1                                                                | 3                                                                |   |    |                                                             |                                                             |                                                             |                                                             |                                                             |  |    |                     |                     |                     |  |
|  | B4                                                               | Luis Ángel Firpo                                                 | 0                                                                | 0                                                                | 0                                                                |   |    |                                                             |                                                             |                                                             |                                                             |                                                             |  |    |                     |                     |                     |  |
|  | B4                                                               | Luis Ángel Firpo                                                 | 0                                                                | 0                                                                | 0                                                                |   | A1 | Águila                                                      | 0                                                           | 2                                                           | 2                                                           |                                                             |  |    |                     |                     |                     |  |
|  |                                                                  |                                                                  |                                                                  |                                                                  |                                                                  |   | A1 | Águila                                                      | 0                                                           | 2                                                           | 2                                                           |                                                             |  |    |                     |                     |                     |  |
|  |                                                                  |                                                                  | A3                                                               | Jocoro                                                           | 1                                                                | 0 | 1  |                                                             |                                                             |                                                             |                                                             |                                                             |  |    |                     |                     |                     |  |
|  | B2                                                               | Municipal Limeño                                                 | A3                                                               | Jocoro                                                           | 1                                                                | 0 | 1  | 0                                                           | 1                                                           | 1                                                           |                                                             |                                                             |  |    |                     |                     |                     |  |
|  | B2                                                               | Municipal Limeño                                                 |                                                                  |                                                                  |                                                                  |   |    |                                                             |                                                             | 1                                                           |                                                             |                                                             |  |    |                     |                     |                     |  |
|  | A3                                                               | Jocoro                                                           | 0                                                                | 2                                                                | 2                                                                |   |    |                                                             |                                                             |                                                             |                                                             |                                                             |  |    |                     |                     |                     |  |
|  | A3                                                               | Jocoro                                                           | 0                                                                | 2                                                                | 2                                                                |   |    |                                                             |                                                             |                                                             |                                                             |                                                             |  | A1 | Águila              | 0                   |                     |  |
|  |                                                                  |                                                                  |                                                                  |                                                                  |                                                                  |   |    |                                                             |                                                             |                                                             |                                                             |                                                             |  | A1 | Águila              | 0                   |                     |  |
|  |                                                                  |                                                                  | A2                                                               | Alianza                                                          | 3                                                                |   |    |                                                             |                                                             |                                                             |                                                             |                                                             |  |    |                     |                     |                     |  |
|  | B1                                                               | FAS                                                              | A2                                                               | Alianza                                                          | 3                                                                | 1 | 2  | 3                                                           |                                                             |                                                             |                                                             |                                                             |  |    |                     |                     |                     |  |
|  | B1                                                               | FAS                                                              |                                                                  |                                                                  |                                                                  |   |    |                                                             |                                                             |                                                             |                                                             |                                                             |  |    |                     |                     |                     |  |
|  | A4                                                               | Sonsonate                                                        | 0                                                                | 2                                                                | 2                                                                |   |    |                                                             |                                                             |                                                             |                                                             |                                                             |  |    |                     |                     |                     |  |
|  | A4                                                               | Sonsonate                                                        | 0                                                                | 2                                                                | 2                                                                |   | B1 | FAS                                                         | 0                                                           | 0                                                           | 0                                                           |                                                             |  |    |                     |                     |                     |  |
|  |                                                                  |                                                                  |                                                                  |                                                                  |                                                                  |   | B1 | FAS                                                         | 0                                                           | 0                                                           | 0                                                           |                                                             |  |    |                     |                     |                     |  |
|  |                                                                  |                                                                  | A2                                                               | Alianza                                                          | 3                                                                | 0 | 3  |                                                             |                                                             |                                                             |                                                             |                                                             |  |    |                     |                     |                     |  |
|  | A2                                                               | Alianza                                                          | A2                                                               | Alianza                                                          | 3                                                                | 0 | 3  | 2                                                           | 3                                                           | 5                                                           |                                                             |                                                             |  |    |                     |                     |                     |  |
|  | A2                                                               | Alianza                                                          |                                                                  |                                                                  |                                                                  |   |    |                                                             |                                                             | 5                                                           |                                                             |                                                             |  |    |                     |                     |                     |  |
|  | B3                                                               | 11 Deportivo                                                     | 1                                                                | 1                                                                | 2                                                                |   |    |                                                             |                                                             |                                                             |                                                             |                                                             |  |    |                     |                     |                     |  |
|  | B3                                                               | 11 Deportivo                                                     | 1                                                                | 1                                                                | 2                                                                |   |    |                                                             |                                                             |                                                             |                                                             |                                                             |  |    |                     |                     |                     |  |
|  |                                                                  |                                                                  |                                                                  |                                                                  |                                                                  |   |    |                                                             |                                                             |                                                             |                                                             |                                                             |  |    |                     |                     |                     |  |

- Campeón clasifica a la Liga Concacaf 2021.

### Cuartos de final

#### Águila - Luis Ángel Firpo
| 13 de enero de 2021, 15:30 | Luis Ángel Firpo | 0 - 2   | Águila                       | Estadio Sergio Torres Rivera, Usulután, Usulután         |                                                          |
|                            |                  | Reporte | 61' N. Muñoz · 90' Y. Maciel | Asistencia: 1 000 espectadores Árbitro(s): Jaime Herrera | Asistencia: 1 000 espectadores Árbitro(s): Jaime Herrera |

| 16 de enero de 2021, 15:30  | Águila        | 1 - 0 (Global 3 - 0) | Luis Ángel Firpo | Estadio Juan Francisco Barraza, San Miguel, San Miguel    |                                                           |
|                             | Y. Maciel 42' | Reporte              |                  | Asistencia: 3 000 espectadores Árbitro(s): Ismael Cornejo | Asistencia: 3 000 espectadores Árbitro(s): Ismael Cornejo |
| Águila avanza a semifinales |               |                      |                  |                                                           |                                                           |

#### Municipal Limeño - Jocoro
| 14 de enero de 2021, 15:15 | Jocoro | 0 - 0   | Municipal Limeño | Complejo Deportivo Tierra de fuego, Jocoro, Morazán  |                                                      |
|                            |        | Reporte |                  | Asistencia: 500 espectadores Árbitro(s): Iván Barton | Asistencia: 500 espectadores Árbitro(s): Iván Barton |

| 17 de enero de 2021, 14:30  | Municipal Limeño     | 1 - 2 (Global 1 - 2) | Jocoro                          | Estadio Ramón Flores Berríos, Santa Rosa de Lima, La Unión   |                                                              |
|                             | H. Oviedo 26' (pen.) | Reporte              | 34' C. Lanza · 49' Ó. Rodríguez | Asistencia: 500 espectadores Árbitro(s): Francisco Quinteros | Asistencia: 500 espectadores Árbitro(s): Francisco Quinteros |
| Jocoro avanza a semifinales |                      |                      |                                 |                                                              |                                                              |

#### FAS - Sonsonate
| 14 de enero de 2021, 19:00 | Sonsonate | 0 - 1 | FAS         | Estadio Ana Mercedes Campos, Sonsonate, Sonsonate       |                                                         |
|                            |           |       | 5' D. Areco | Asistencia: 1 500 espectadores Árbitro(s): Vicente Ruíz | Asistencia: 1 500 espectadores Árbitro(s): Vicente Ruíz |

| 17 de enero de 2021, 15:00 | FAS              | 2 - 2 (Global 3 - 2) | Sonsonate                       | Estadio Óscar Alberto Quiteño, Santa Ana, Santa Ana        |                                                            |
|                            | D. Areco 9', 45' | Reporte              | 13' A. Montes · 45+3' D. Boquín | Asistencia: 4 500 espectadores Árbitro(s): Germán Martínez | Asistencia: 4 500 espectadores Árbitro(s): Germán Martínez |
| FAS avanza a semifinales   |                  |                      |                                 |                                                            |                                                            |

#### Alianza - 11 Deportivo
| 13 de enero de 2021, 15:30 | 11 Deportivo  | 1 - 2   | Alianza                       | Estadio Arturo Simeón Magaña, Ahuachapán, Ahuachapán      |                                                           |
|                            | D. Rugamas 7' | Reporte | 12' H. Romero · 30' R. Zelaya | Asistencia: 2 000 espectadores Árbitro(s): Héctor Salazar | Asistencia: 2 000 espectadores Árbitro(s): Héctor Salazar |

| 17 de enero de 2021, 15:00   | Alianza                             | 3 - 1 (Global 5 - 2) | 11 Deportivo    | Estadio Cuscatlán, San Salvador, San Salvador             |                                                           |
|                              | B. Tamacas 39', 58' · R. Zelaya 82' | Reporte              | 18' E. Alvarado | Asistencia: 2 000 espectadores Árbitro(s): Elmer Martínez | Asistencia: 2 000 espectadores Árbitro(s): Elmer Martínez |
| Alianza avanza a semifinales |                                     |                      |                 |                                                           |                                                           |

### Semifinales

#### Águila - Jocoro
| 21 de enero de 2021, 15:00 | Jocoro              | 1 - 0   | Águila | Complejo Deportivo Tierra de fuego, Jocoro, Morazán     |                                                         |
|                            | N. Muñoz 43' (a.g.) | Reporte |        | Asistencia: 1 300 espectadores Árbitro(s): Vicente Ruíz | Asistencia: 1 300 espectadores Árbitro(s): Vicente Ruíz |

| 24 de enero de 2021, 15:30  | Águila                           | 2 - 0 (Global 2 - 1) | Jocoro | Estadio Juan Francisco Barraza, San Miguel, San Miguel     |                                                            |
|                             | A. Quejada 42' · M. da Silva 74' | Reporte              |        | Asistencia: 2 000 espectadores Árbitro(s): Germán Martínez | Asistencia: 2 000 espectadores Árbitro(s): Germán Martínez |
| Águila avanza a semifinales |                                  |                      |        |                                                            |                                                            |

#### FAS - Alianza
| 20 de enero de 2021, 19:30 | Alianza                              | 3 - 0   | FAS | Estadio Cuscatlán, San Salvador, San Salvador                  |                                                                |
|                            | B. Tamacas 5' · N. Orellana 41', 59' | Reporte |     | Asistencia: 9 530 espectadores Árbitro(s): Francisco Quinteros | Asistencia: 9 530 espectadores Árbitro(s): Francisco Quinteros |

| 24 de enero de 2021, 15:00   | FAS | 0 - 0 (Global 0 - 3) | Alianza | Estadio Óscar Alberto Quiteño, Santa Ana, Santa Ana      |                                                          |
|                              |     | Reporte              |         | Asistencia: 4 000 espectadores Árbitro(s): Jaime Herrera | Asistencia: 4 000 espectadores Árbitro(s): Jaime Herrera |
| Alianza avanza a semifinales |     |                      |         |                                                          |                                                          |

### Final
| 22         | Guardameta     | Benji Villalobos |     |
| 21         | Defensa        | Marlon Trejo     |     |
| 3          | Defensa        | Ronald Rodríguez |     |
| 28         | Defensa        | Andrés Quejada   |     |
| 16         | Defensa        | Kevin Melara     |     |
| 12         | Centrocampista | Santos Ortíz     |     |
| 17         | Centrocampista | Yan Maciel       | 63' |
| 15         | Centrocampista | Fabricio Alfaro  | 75' |
| 10         | Centrocampista | Gerson Mayén     |     |
| 19         | Centrocampista | Diego Coca       | 75' |
| 23         | Delantero      | Nicolás Muñoz    |     |
| Entrenador | Entrenador     | Ernesto Corti    |     |

| 25         | Guardameta     | Mario González       |     |
| 15         | Defensa        | Jonathan Jiménez     |     |
| 16         | Defensa        | Henry Romero         |     |
| 4          | Defensa        | Iván Mancía          |     |
| 12         | Defensa        | Rubén Marroquín      |     |
| 6          | Centrocampista | Narciso Orellana     |     |
| 20         | Centrocampista | Bryan Tamacas        | 24' |
| 11         | Centrocampista | Juan Carlos Portillo | 89' |
| 21         | Centrocampista | Marvin Monterroza    |     |
| 27         | Centrocampista | Isaac Portillo       | 89' |
| 23         | Delantero      | Michell Mercado      | 68' |
| Entrenador | Entrenador     | Milton Meléndez      |     |

| 9  | Delantero      | Marlon da Silva | 63' |
| 6  | Centrocampista | Dixon Rivas     | 75' |
| 11 | Centrocampista | Víctor García   | 75' |

| 19 | Centrocampista | César Flores        | 24' |
| 22 | Delantero      | Rodolfo Zelaya      | 68' |
| 17 | Centrocampista | Wilfredo Cienfuegos | 89' |
| 10 | Centrocampista | Felipe Ponce        | 89' |

| Anotado           | 41' | Jonathan Jiménez | 1 - 0 |
| Anotado           | 79' | Rodolfo Zelaya   | 2 - 0 |
| Anotado · Autogol | 84' | Dixon Rivas      | 3 - 0 |

| Amonestado | 57' | Andrés Quejada |
| Amonestado | 61' | Diego Coca     |

| Amonestado | 55' | Henry Romero |
| Amonestado | 58' | Iván Mancía  |

| Árbitro             | Iván Barton     |
| Árbitros asistentes | Francisco Zumba |
| Árbitros asistentes | Jonathan Morán  |
| Cuarto árbitro      | Edgar Ramírez   |
| Quinto ártibro      | Mauricio Leiva  |

| 22         | Guardameta     | Benji Villalobos |     |
| 21         | Defensa        | Marlon Trejo     |     |
| 3          | Defensa        | Ronald Rodríguez |     |
| 28         | Defensa        | Andrés Quejada   |     |
| 16         | Defensa        | Kevin Melara     |     |
| 12         | Centrocampista | Santos Ortíz     |     |
| 17         | Centrocampista | Yan Maciel       | 63' |
| 15         | Centrocampista | Fabricio Alfaro  | 75' |
| 10         | Centrocampista | Gerson Mayén     |     |
| 19         | Centrocampista | Diego Coca       | 75' |
| 23         | Delantero      | Nicolás Muñoz    |     |
| Entrenador | Entrenador     | Ernesto Corti    |     |

| 25         | Guardameta     | Mario González       |     |
| 15         | Defensa        | Jonathan Jiménez     |     |
| 16         | Defensa        | Henry Romero         |     |
| 4          | Defensa        | Iván Mancía          |     |
| 12         | Defensa        | Rubén Marroquín      |     |
| 6          | Centrocampista | Narciso Orellana     |     |
| 20         | Centrocampista | Bryan Tamacas        | 24' |
| 11         | Centrocampista | Juan Carlos Portillo | 89' |
| 21         | Centrocampista | Marvin Monterroza    |     |
| 27         | Centrocampista | Isaac Portillo       | 89' |
| 23         | Delantero      | Michell Mercado      | 68' |
| Entrenador | Entrenador     | Milton Meléndez      |     |

| 9  | Delantero      | Marlon da Silva | 63' |
| 6  | Centrocampista | Dixon Rivas     | 75' |
| 11 | Centrocampista | Víctor García   | 75' |

| 19 | Centrocampista | César Flores        | 24' |
| 22 | Delantero      | Rodolfo Zelaya      | 68' |
| 17 | Centrocampista | Wilfredo Cienfuegos | 89' |
| 10 | Centrocampista | Felipe Ponce        | 89' |

| Anotado           | 41' | Jonathan Jiménez | 1 - 0 |
| Anotado           | 79' | Rodolfo Zelaya   | 2 - 0 |
| Anotado · Autogol | 84' | Dixon Rivas      | 3 - 0 |

| Amonestado | 57' | Andrés Quejada |
| Amonestado | 61' | Diego Coca     |

| Amonestado | 55' | Henry Romero |
| Amonestado | 58' | Iván Mancía  |

| Árbitro             | Iván Barton     |
| Árbitros asistentes | Francisco Zumba |
| Árbitros asistentes | Jonathan Morán  |
| Cuarto árbitro      | Edgar Ramírez   |
| Quinto ártibro      | Mauricio Leiva  |

|                             |
| Campeón Alianza 15.° título |

## Goleadores

### Máximos goleadores
- Actualizado el 12 de enero de 2021.

| Pos. | Jugador              | Equipo           | Goles | Partidos | Promedio | Minutos |
| ---- | -------------------- | ---------------- | ----- | -------- | -------- | ------- |
| 1    | Nicolas Muñoz        | Águila           | 12    | 16       | 0.75     | 1318    |
| 2    | Ovidio Lanza         | Jocoro           | 9     | 13       | 0.69     | 1143    |
| 3    | Hugo Oviedo          | Municipal Limeño | 8     | 12       | 0.67     | 906     |
| 4    | David Rugamas        | 11 Deportivo     | 7     | 14       | 0.5      | 991     |
| 5    | Juan Carlos Portillo | Alianza          | 6     | 11       | 0.55     | 755     |
| 6    | Jomal Williams       | Isidro Metapán   | 6     | 16       | 0.38     | 1419    |
| 7    | Oswaldo Blanco       | Alianza          | 5     | 15       | 0.33     | 1105    |
| 8    | Guillermo Stradella  | FAS              | 5     | 16       | 0.31     | 1365    |
| 9    | Eduardo Rodríguez    | Atlético Marte   | 5     | 15       | 0.33     | 1331    |
| 10   | David Boquin         | Sonsonate        | 4     | 14       | 0.29     | 1038    |

### Porteros menos vencidos
- Actualizado el 12 de enero de 2021.

| Pos. | Jugador           | Equipo           | Goles | Partidos | Promedio |
| ---- | ----------------- | ---------------- | ----- | -------- | -------- |
| 1    | Yonathan Guardado | 11 Deportivo     | 7     | 13       | 0.54     |
| 2    | Matías Coloca     | Luis Ángel Firpo | 12    | 15       | 0.8      |
| 3    | Kevin Carabantes  | FAS              | 9     | 11       | 0.82     |
| 4    | Abiel Aguilera    | Municipal Limeño | 10    | 12       | 0.83     |
| 5    | Benji Villalobos  | Águila           | 14    | 16       | 0.88     |

### Tripletes, pokers o más
- Actualizado el 11 de noviembre de 2020.

| Fecha      | Jugador        | Goles           | Local        | Resultado | Visitante |
| ---------- | -------------- | --------------- | ------------ | --------- | --------- |
| 11/10/2020 | Elvin Alvarado | 15' · 20' · 54' | 11 Deportivo | 4 – 1     | Sonsonate |

### Autogoles
- Actualizado el 11 de noviembre de 2020.

| Fecha      | Jugador           | Goles | Local          |  | Resultado |  | Visitante      |
| ---------- | ----------------- | ----- | -------------- |  | --------- |  | -------------- |
| 11/10/2020 | Alexander Mendoza | 14'   | Alianza        |  | 3 - 0     |  | Santa Tecla    |
| 17/10/2020 | Romulo Villalobos | 14'   | Isidro Metapán |  | 6 - 0     |  | 11 Deportivo   |
| 8/11/2020  | Marvin Morales    | 14'   | 11 Deportivo   |  | 3 - 1     |  | Isidro Metapán |
| 21/1/2021  | Nicolás Muñoz     | 14'   | Jocoro         |  | 1 - 0     |  | Águila         |

## Estadísticas

### Récords
- Primer gol de la temporada: Jornada 1, Nicolás Muñoz en el Águila vs. Municipal Limeño (10 de octubre de 2020)
- Último gol de la temporada: Final, Dixon Rivas en el Águila vs. Alianza (31 de enero de 2021)
- Gol más tempranero : 15 segundos, Ramón Rodríguez en el Municipal Limeño vs. FAS (14 de diciembre de 2020)
- Gol más tardío: 93 minutos con 10 segundos, Maximiliano Freitas en el Alianza vs. Sonsonate (14 de diciembre de 2020)
- Mayor número de goles marcados en un partido: 6 goles, Isidro Metapán vs. 11 Deportivo (17 de octubre de 2020) y Jocoro vs. Municipal Limeño (25 de octubre de 2020)
- Mejor ataque: Alianza (32 goles)
- Peor ataque: Luis Ángel Firpo (13 goles)
- Mejor defensa: Águila (14 goles)
- Peor defensa: Atlético Marte (33 goles)
- Mayor victoria local: Isidro Metapán 6 - 0 11 Deportivo (jornada 2 de la fase de grupos)
- Mayor victoria visitante: Chalatenango 0 - 3 Alianza (jornada 2 de la fase de grupos)